# Johann Friedrich Kern
Johann Friedrich Kern, auch Fritz Kern (* 16. Dezember 1812 in Hannover; † 5. Mai 1890 in Hameln) war ein deutscher Richter.

## Leben
Fritz Kern war Sohn des Königlich westphälischer Hypotheken Konservators und späteren Stadtgerichtsdirektors in Hannover Johann Friedrich Kern (1785–1858). Er besuchte die Schule in Osterode am Harz, wo sein gleichnamiger Großvater (1752–1836) als hannoverscher Oberamtmann tätig war. Ab Michaelis 1831 studierte er Rechtswissenschaften an der Universität Göttingen. Im gleichen Jahr wurde er Mitglied des Corps Hannovera Göttingen. Mit seinem Coätanen Otto von Bismarck blieb er bis ins hohe Alter in persönlichem Kontakt. Nach dem Examen trat er zunächst in den Verwaltungsdienst des Königreichs Hannover ein und wurde als Amtsassessor in Uslar, ab 1844 in Friedland und in der Folge als Hilfsarbeiter bei der Landdrostei Hildesheim verwendet. Mit dem am 1. Oktober 1852 in Kraft getretenen hannoverschen Gerichtsverfassungsgesetz vom 8. November 1850 wurde er einer von zwei Amtsgerichtsräten am neu errichteten Amtsgericht Hameln und Garnisonsauditor der örtlichen Garnison der Hannoverschen Armee. In Hameln trat er als nationalliberaler Kommunalpolitiker hervor und war Mitglied der Verwaltungskommission des 1863 gegründeten Invalidenhauses. Aus seiner Ehe mit Minette Lüder aus Moringen gingen ein Sohn und eine Tochter hervor.